# Weni Sarbinska
Weni Dona Sarbinska (* 28. Dezember 1995 in Blagoewgrad) ist eine bulgarische Fußballspielerin.

## Karriere

### Verein
Sarbinska startete ihre Karriere in der Jugend des FK Sportika Blagoevgrad und wurde zur Saison 2010/2011 in das Bulgarian AFG Team befördert. Nach ihrer ersten Profisaison in ihrer Heimatstadt Blagoevgrad, wechselte sie in die bulgarische Hauptstadt zu FC NSA Sofia. 

### Nationalmannschaft
Sarbinska gab ihr A-Länderspiel Debüt für die bulgarische Fußballnationalmannschaft der Frauen bei der 0:9-Niederlage gegen die Ungarische Fußballnationalmannschaft der Frauen in der Fußball-Europameisterschaft der Frauen 2013 Qualifikation am 19. September 2012.